# Slam Tilt
Slam Tilt – pinball wydany w 1996 r. na Amigę przez 21st Century Entertainment. W 1997 r. gra została przeportowana na platformę Windows.
Gra oferuje do wyboru cztery stoły: Mean Machines, The Pirate, Ace of Space oraz Night of the Demon.
W rankingu najlepszych gier wszech czasów miesięcznika Amiga Power Slam Tilt zajął 13. miejsce. 